# Atergatis reticulatus
Atergatis reticulatus is een krabbensoort uit de familie van de Xanthidae. De wetenschappelijke naam van de soort is voor het eerst geldig gepubliceerd in 1835 door De Haan.